# 阿尔察赫王国
阿尔察赫王国（亚美尼亚语：Արցախի ութ）是中世纪的巴格拉圖尼王朝亞美尼亞的附属王国，位于叙尼克和阿尔察赫省、乌蒂克省的加德曼县、艾拉拉特省的马扎兹和瓦拉兹努尼克县境内。由于哈桑·贾拉勒王子统治时期的哈琴领地包括现代纳戈尔诺-卡拉巴赫共和國的全部领土以及其西部、南部和北部的许多毗连土地，他的公国通常被称为阿尔扎赫王国。哈琴的王室是古代叙尼德王朝的一个分支，以其主要据点命名为哈琴。